# Зенобия
Юлия Септимия Зенобия е царица на Палмира, управлявала страната като регент на сина си Вабалат от 267 до 272. Тя е дъщеря на Забаай бен Селим и съпруга на починалия по това време Оденат. Тя повежда военна кампания и завладява голяма част от Сирия и Мала Азия, като се надява да задържи тези територии лавирайки между Римската империя и Сасанидското царство.
През 269 тя нанася поражение на въстание срещу римското управление в Египет и се обявява за царица на Египет. Тя претендира, че произлиза от Клеопатра VII и Марк Антоний, както и от Дидона, митичната основателка на Картаген.
Римският император Аврелиан повежда военна кампания и завладява царството ѝ през 272. Зеновия е пленена и показана окована в златни вериги на неговия триумф през 274. Прекарва остатъка от живота си във вила в Тибур, старото име на Тиволи, близо до Рим.